# 拉加纳迪
拉加纳迪（義大利語：Laganadi），是意大利雷焦卡拉布里亚省的一个市镇。总面积8平方公里，人口432人，人口密度54.0人/平方公里（2009年）。ISTAT代码为080041。